# Xiphophorus montezumae
Xiphophorus montezumae Jordan & Snyder, 1899, conosciuto comunemente come portaspada di Montezuma, è un pesce d'acqua dolce appartenente alla famiglia Poeciliidae, sottofamiglia Poeciliinae.

## Descrizione
Simile nell'aspetto a Xiphophorus helleri, presenta un corpo allungato, compresso ai fianchi, con dorso arcuato e ventre tondeggiante. La testa è triangolare, con bocca piatta e larga, rivolta verso l'alto. Il dimorfismo sessuale è molto evidente: il maschio possiede una pinna dorsale alta e allungata mentre la parte inferiore della pinna caudale si sviluppa per formare un'estremità appuntita a forma di spada, lunga come l'intero corpo del pesce. Inoltre la pinna anale è trasformata in organo copulatore (gonopodio). 

La livrea prevede un fondo grigio-verde, con 1-3 strisce orizzontali rossastre lungo i fianchi (visibili soprattutto nella femmina) e piccole macchie nere tondeggianti sparse lungo il corpo; le pinne sono giallastre-trasparenti. La spada del maschio è giallo-verde, orlata di nero. 

Le dimensioni si attestano sui 5,5 cm di lunghezza per i maschi e 6,5 cm per le femmine.

## Riproduzione
Come negli altri Peciliidi la fecondazione è interna mediante il gonopodio maschile. La gestazione dura circa 4-5 settimane: alla scadenza la femmina partorisce 15-30 avannotti già indipendenti.

## Distribuzione e habitat
Questo pesce è originario del Messico nordorientale, da Tamaulipas a Veracruz.

## Acquariofilia
X. montezumae è commercializzato per l'allevamento in acquario, anche se poco diffuso rispetto al suo congenere X. helleri.